# Pseudochromis wilsoni
Pseudochromis wilsoni, thường được gọi là cá đạm bì vây vàng, là một loài cá biển thuộc chi Pseudochromis trong họ Cá đạm bì. Loài này được mô tả lần đầu tiên vào năm 1929.

## Phân bố và môi trường sống
P. wilsoni phân bố ở phía tây Thái Bình Dương, là loài đặc hữu của khu vực bắc Úc. P. wilsoni thường sống xung quanh những khu vực có nhiều rạn san hô hoặc những mỏm đá ngầm ở gần bờ, thường ở độ sâu khoảng 2 – 32 m.

## Mô tả
P. wilsoni trưởng thành dài khoảng 8 cm và là loài dị hình giới tính. Toàn thân của P. wilsoni có màu xanh tím. Cá mái hơi có màu nâu nhạt với vây lưng màu vàng; đuôi có 2 dải màu vàng. Mắt của hai giới có 2 vạch màu xanh lơ, gần đồng tử; mống mắt màu vàng.
Số gai ở vây lưng: 3; Số vây tia mềm ở vây lưng: 25 - 27; Số gai ở vây hậu môn: 3; Số vây tia mềm ở vây hậu môn: 13 - 15; Số vây tia mềm ở vây ngực: 17 - 19; Số vây tia mềm ở vây bụng: 5.
Thức ăn của P. wilsoni có lẽ là rong tảo và các sinh vật phù du nhỏ. Thường sống đơn độc hoặc thành đôi vào mùa sinh sản; thường rất nhát nhưng cũng có tính tò mò.